# Cloncurry
Cloncurry is een Australische stad in het noordwesten van Queensland. De stad ligt 770 km ten westen van Townsville aan de Cloncurry River. Cloncurry is bereikbaar via de Flinders Highway en vormt het administratieve centrum van Cloncurry Shire. In 1884 kreeg Cloncurry stadsrechten en in 1908 werd er een spoorlijn aangelegd. Tot de opkomst van Mount Isa was Cloncurry de grootste nederzetting in noordwest Queensland. Cloncurry Shire heeft ruim 3800 inwoners; de stad zelf zo'n 2600.
In 1867 werd er koper ontdekt nabij Cloncurry waarna mijnbouw een belangrijke activiteit werd in de stad. Daarnaast is veehouderij een belangrijke activiteit in de regio. 
De eerste vlucht van de Royal Flying Doctors Service vond plaats vanuit Cloncurry op 15 mei 1928 met een gehuurd vliegtuig van de toen nog kleine maatschappij Qantas. In de stad is een museum gevestigd over de Vliegende Dokters.